# The Romantics (Film)
The Romantics ist ein US-amerikanisches Filmdrama aus dem Jahr 2010 von Regisseurin Galt Niederhoffer, die auch das Drehbuch dazu schrieb. Er basiert auf dem gleichnamigen Roman von 2008, welcher auch aus ihrer Feder stammt.
Der Film wurde in den Vereinigten Staaten am 24. Januar 2010 auf dem Sundance Film Festival erstmals aufgeführt, im deutschsprachigen Raum erschien das Drama direkt auf DVD am 23. Juni 2011.

## Handlung
Die Hochzeit von Lila in ihrem Elternhaus in Long Beach ist Anlass des erneuten Zusammentreffens der alten College-Clique. Tripler und ihr Mann Pete sowie das verlobte Paar Jake und Weesie sind bereits eingetroffen, nur Laura reist alleine an. Sie versucht ihre Nervosität auf die bevorstehende Ansprache als Trauzeugin ihrer besten Freundin Lila zu schieben, doch Tripler scheint den wahren Grund zu kennen. Bei der Hochzeitsprobe am Nachmittag verstärkt sich Lauras Verkrampftheit, insbesondere versucht sie  Blickkontakte und persönlichere Gespräche mit dem Bräutigam Tom zu vermeiden.
Der Polterabend gestaltet sich nicht nur als traditionell großes Familienessen mit vielen, oft unangemessenen Tischreden, sondern auch als eine feuchtfröhliche Wiedersehensparty der Clique, die sich früher „The Romantics“ nannte. Nur Lila möchte den Hochzeitsvorabend ohne Bräutigam verbringen, um kein Unglück heraufzubeschwören. Kleine Anzeichen, dass ihr Bräutigam doch noch tiefere Gefühle für Laura, seiner Ex aus der College-Zeit, haben könnte, ignoriert sie eisern.
Tom andererseits möchte seinen Junggesellenabschied feiern und vergnügt sich mit seinen alten Freunden am nahegelegenen Strand. Nachdem sie ihre früheren Träume mit ihren jetzigen Lebenssituationen mehr oder minder verglichen haben, fordert Tom alle zum Schwimmen auf und verschwindet kurz darauf spurlos. Für die Suche teilen sie sich in Pärchen auf, Laura wird von Lilas jüngerem Bruder Chip begleitet, doch bald ist er zu betrunken, um noch aufrecht laufen zu können.
Während die anderen vier im Partnertausch vergeblich das Haus und Gästehaus nach Tom absuchen, findet Laura den vermissten Bräutigam am Strand. Tom versucht nun endlich erklären zu wollen, warum er Laura vor Jahren plötzlich und ohne jegliche Erklärung verlassen hat, obwohl er so tiefe, inspirierende Liebe für sie hegte. Obwohl sie zutiefst enttäuscht und verletzt ist, kann Laura ihre wahren Gefühle nicht mehr unterdrücken und lässt sich wieder auf ihn ein.
Am nächsten Morgen wird sie von Schuldgefühlen gequält, sodass sie schließlich ihrer besten Freundin die Wahrheit über den Seitensprung mit Tom gesteht. Lila hingegen ist felsenfest entschlossen, dass nichts und niemand ihre Heirat verhindern kann, so betrachtet sie das Geständnis als Hirngespinst einer eifersüchtigen Zurückgewiesenen. Nun liegt die Entscheidung ganz bei Tom, ob die Trauung stattfinden wird oder nicht. Inmitten von Toms holprigen Worten seines Ehegelübde setzt ein Gewitter ein, ein Platzregen unterbricht die Hochzeitszeremonie und vertreibt alle, bis auf Laura und Tom, ins Haus.

## Synchronisation
| Schauspieler     | Rolle         | Synchronsprecher   |
| ---------------- | ------------- | ------------------ |
| Katie Holmes     | Laura Rosen   | Dascha Lehmann     |
| Josh Duhamel     | Tom McDevon   | Dennis Schmidt-Foß |
| Anna Paquin      | Lila Hayes    | Giuliana Jakobeit  |
| Malin Åkerman    | Tripler       | Ursula Hugo        |
| Adam Brody       | Jake          | Norman Matt        |
| Dianna Agron     | Minnow        | Luisa Wietzorek    |
| Jeremy Strong    | Pete          | Marius Clarén      |
| Rebecca Lawrence | Weesie        | Katrin Fröhlich    |
| Elijah Wood      | Chip Hayes    | Timmo Niesner      |
| Candice Bergen   | Augusta Hayes | Rita Engelmann     |

Die deutsche Synchronbearbeitung fertigte die Synchronfirma Scalamedia aus München-Unterhaching an, das Dialogbuch schrieb Tobias Neumann und Dialogregie führte Katrin Fröhlich.

## Kritik
„The Romantics ist wegen der zweifelhaften Begebenheiten zu kritisieren. Durch diese seltsame Freundschaftskonstellation fällt es einem als Zuschauer schwer, hier mitzukommen. Tolle Schauspieler retten dieses Drama jedoch auf ein solides Level.“

„The Romantics überzeugt mit knackig-frischen Dialogen, gut aufgelegten Darstellern und einem ungewöhnlichen Finale, leidet allerdings etwas an der lahmen Dramaturgie.“

„…in einem Roman natürlich (stehen) ganz andere Mittel zur Verfügung und diese beherrscht Niederhoffer möglicherweise, als Regisseurin hingegen fehlt es ihr am nötigen Gespür, um ihre Charaktere einzuleiten und aufzubauen. Ihre Frauen sind quäkig, zickig, komplexkompensierend, ihre Männer sind schluffig, unreif und so gelangweilt wie langweilig. Da böten sich zwar genug Oberflächlichkeiten an, die Niederhoffer im Laufe der Handlung aufbrechen und durchleuchten könnte, aber dazu fehlt ihr nicht nur die Zeit, um drei Paare und acht Einzelpersonen (Lilas taugenichtsigen Bruder mitgezählt) angemessen abzuhandeln, es mangelt ihr außerdem einfach am nötigen Timing, am Gespür für den richtigen Moment, um die Charaktere entsprechend anzugehen.“